# Jesper Madsen
Jesper Madsen (3. august 1957 i Oksbøl – 9. juli 1999) var en dansk organist og komponist.
Jesper Madsen blev uddannet som organist ved Vestjysk Musikkonservatorium, hvor han tog kirkemusikalsk diplomeksamen i 1982. Straks herefter blev han ansat ved Klosterkirken i Nykøbing Falster, hvor han var organist frem til 1997. De sidste to år af sit liv var han ansat som organist ved Vor Frelsers kirke i Esbjerg.
Jesper Madsen var en stor prisbelønnet orgelspiller, der havde en omfattende karriere som orgelsolist i både ind- og udland. Han medvirkede således også i adskillige optagelser til radio og tv. I 1986 vandt han Odense Internationale Orgelkonkurrence, og han var prisvinder ved den fjerde internationale Albert Schweizer-Orgelfestival i Deventer.
Hans karriere omfattede også pædagogisk virksomhed, idet han var lærer ved Det Fynske Musikkonservatorium (1985-91), ved Det Kongelige Danske Musikkonservatorium (1989-94) og ved Vestjysk Musikkonservatorium (1997-99). Fra 1994 og frem til sin død var han fast gæstelærer ved Franz Liszt-Akademiet i Budapest.
Som komponist har han efterladt en række værker for orgel og kor. I 1999 vandt han med værket Perikope førsteprisen i Folkekirkens Ungdomskors konkurrence om et værk for børne-/ungdomskor. Flere af hans værker er udgivet på Edition Egtved og Forlaget Mixtur.

## Værker (uddrag)
For orgel: 
- Prætoriusvariationer – (1983)
- 4 intermezzi d'occasione – (1985)
- Siseby Orgelbog
- 16 Salmeforspil – (1986)
- 21 Orgelkoraler
- 9 Orgelkoraler
- 5 Præludier
- 3 vignetter for Ramus – (1993)

For klaver:
- La Torre Festiva, Piano Piece for a Painter – (1998)

For kor:
- Se, nu stiger solen
- Du lysets Gud
- Magnificat & Nunc Dimittis
- Se vi går op til Jerusalem
- Veni veni Emmanuel
- Op, thi dagen nu frembryder
- Perikope – (1999) 3 satser til kirkeåret, (3-stemmigt børnekor, trompet, basun og orgel)
- Versikler og korsvar

## Indspilninger
- Matthias Weckmann orgelværker, 1991
- Jesper Madsen egne orgelværker, 2000
- Dagen Viger. In Memoriam. Peter Møller & Jesper Madsen, 2004